# Pontiac (Illinois)
Pontiac es una ciudad ubicada en el condado de Livingston en el estado estadounidense de Illinois. En el Censo de 2010 tenía una población de 11931 habitantes y una densidad poblacional de 584,96 personas por km².

## Geografía
Pontiac se encuentra ubicada en las coordenadas 40°53′0″N 88°38′51″O / 40.88333, -88.64750. Según la Oficina del Censo de los Estados Unidos, Pontiac tiene una superficie total de 20.4 km², de la cual 20.03 km² corresponden a tierra firme y (1.78%) 0.36 km² es agua.

## Demografía
Según el censo de 2010, había 11931 personas residiendo en Pontiac. La densidad de población era de 584,96 hab./km². De los 11931 habitantes, Pontiac estaba compuesto por el 85.47% blancos, el 9.98% eran afroamericanos, el 0.29% eran amerindios, el 0.65% eran asiáticos, el 0% eran isleños del Pacífico, el 1.84% eran de otras razas y el 1.76% pertenecían a dos o más razas. Del total de la población el 6.28% eran hispanos o latinos de cualquier raza.